# Ivan Řezáč
Ivan Řezáč (* 5. November 1924 in Řevnice bei Prag; † 26. Dezember 1977 in Prag) war ein tschechischer Komponist.
Ivan Řezáč ist einer von vielen osteuropäischen Komponisten, die von der Musikwelt vergessen worden sind und besonders im westlichen Europa nicht wahrgenommen werden. Řezáč gewährt mit seinem umfangreichen Schaffen einen guten Einblick in die Entwicklung der tschechischen Musik des 20. Jahrhunderts.

## Ausbildung und Werdegang
Ivan Řezáč war der Sohn der Schriftsteller Václav Řezáč und Ema Řezáčova und hatte Talent zu verschiedenen Fächern einschließlich der Literatur. Professionell widmete er sich aber nur der Musik. Er studierte Klavier bei František Rauch und Komposition bei Václav Dobiáš an der Prager Akademie der musischen Künste, wo er dann als Lehrer wirkte. Von 1953 bis 1969 war er Assistent, ab 1969 bis zu seinem Lebensende Dozent am Katheder für Musiktheorie. In den Jahren 1968–76 war er Direktor des Orchesters der Prager Symphoniker, das unter seiner Leitung erfolgreiche Konzertreisen in die USA, die damalige UdSSR und mehrere europäische Länder unternahm und aus dem zu dieser Zeit eine bedeutende philharmonische Institution wurde.

## Der Komponist
Das kompositorische Schaffen Ivan Řezáčs geht grundsätzlich von der europäischen Musiktradition aus. Eine bedeutende Rolle spielt hier das durchgearbeitete polyphonische Denken. In seinen Partituren spiegelt sich die gründliche Kenntnis der Werke führender Komponisten aus aller Welt. In seinen Werken vernetzt Řezáč musikalische Entwicklungen verschiedener Komponisten und schafft so einen sehr persönlichen Stil. Er bemühte sich immer, musikalisch auf die heutige Lebenssituation der Menschen einzugehen und die Entwicklungen der Gesellschaft widerzuspiegeln. Seine analytischen Fähigkeiten führten ihn jedoch nicht zu verknöcherter wissenschaftlicher Musik. Im Gegenteil: Řezáčs Kompositionen vermitteln ein Gefühl von Spontaneität und rütteln die Menschen auf, Verantwortung zu übernehmen.

## Rezeption
Vor allem in den letzten Lebensjahren wurde Ivan Řezáčs Schaffen als Komponist die nötige Anerkennung zuteil. So erhielt er unter anderem 1973 im Wettbewerb "Mouvement Beethoven" den ersten Preis für sein "Duo für Violoncello und Klavier". Seine Oper "Herr Theodor Mundstock", die sich mit der Okkupation der damaligen Tschechoslowakei im Zweiten Weltkrieg beschäftigt, wartet allerdings noch immer auf ihre Uraufführung. Ivan Řezáč wird beim tschechischen Verlag Panton verlegt, der mittlerweile bei Schott Musik International eingegliedert wurde. Viele seiner Werke sind als CD-Einspielungen erhältlich.

## Auswahl aus dem Werkverzeichnis
Orchestrale Werke
- 1. Sinfonie (1958), 33'
- Die richtige Sache. Ouvertüre für Orchester zum Poem Majakowskis (1959), 5,5'
- 2. Sinfonie (1961), 20'
- Sechs Stücke für Streicher (1972), 20'
- Sinfonietta "Der Engel auf dem Müllhaufen" (1973), 16'
- Die Montage, zum Andenken an Sergej Eisenstein, für Kammerorchester (1977), 15'
- Vivace für 77 Musiker (1977), 17'

Konzertante Werke
- Sinfonietta "Heimkehr" für Violoncello und Orchester (1962), 22'
- 2. Klavierkonzert (1964), 20'
- Konzert für Orgel, Streicher und Schlagzeug (1968), 20'
- 3. Klavierkonzert ISR (1973), 15'
- Die Quadratur des Herzens für Streichquartett und Symphonieorchester (1974), 20'
- Konzert für Bratsche, Cembalo und Streichorchester (1977), 20'

Werke für Klavier solo
- 2. Klaviersonate (1957), 15'
- Sonatine C-Dur für Klavier (1959), 9'
- Kaltnadelarbeiten. Sechs Stücke für Klavier (1961), 7'
- Sechs Präludien für Klavier (1965). 8'
- Der Sonntag des Sisyphus für Klavier (1967), 6'

Werke für Violoncello und Klavier
- Sonate für Violoncello und Klavier (1956), 20'
- Vier Notturnos für Violoncello und Klavier (1959), 7'
- Duo für Violoncello und Klavier (1964), 17'
- Metamorphosen. Variationen über ein tschechisches Volkslied für Violoncello und Klavier (1965), 13'

Andere Kammermusikwerke
- Trio für Violine, Violoncello und Klavier (1958), 18'
- Der Torso des Schumann-Denkmals für Bratsche und Klavier (1963) (auch Version mit Streichorchesterbegleitunt), 10'
- 2. Streichquartett (1970), 19'
- Streichtrio (1971), 18'
- Bläserquintett (1971) 18'
- Ungleichheiten für Violine und Klavier (1972), 15'
- Musica da camera für Flöte, Oboe, Violine, Bratsche und Violoncello (1974), 14'
- Trio für Waldhorn, Violine und Klavier (1975), 20'

Vokalwerke
- Vier Lieder nach Gedichten von Vítězslav Nezval für tiefere Stimme und Klavier (1960), 12'
- Kainar am Wasser. Liederzyklus für Bass und Klavier nach Gedichten von Josef Kainar (1967), 17'

Musiktheater
- Herr Theodor Mundstock. Abendfüllende Oper nach dem Thema von Ladislav Fuks (1974)